# Podlesni (Krasnoarméiskaya, Krasnodar)
Podlesni (del ruso: Подлесный) es un posiólok del raión de Krasnoarméiskaya del krai de Krasnodar, en Rusia. Está situado en las tierras bajas de Kubán-Azov en el inicio del delta del Kubán, junto al Bosque Rojo del Kubán, 21 km al sudeste de Poltávskaya y 56 km al noroeste de Krasnodar. Tenía 229 habitantes en 2010
Pertenece al municipio Oktiábrskoye.